# Louise Attaque
Louise Attaque (fr. "Ludwika atakuje") – francuska grupa muzyczna założona w 1994, grająca mieszankę folk rocka i piosenki francuskiej. 
Zespół odniósł duży sukces debiutancką płytą Louise Attaque wydaną w 1997, która sprzedała się we Francji w 2,5 mln nakładzie. Był to najbardziej udany debiut w historii francuskiego rocka, tym bardziej udany, że grupa początkowo prawie w ogóle nie pojawiała się w mediach. W 1998 Louise Attaque odbyło udane tournée koncertowe. W 2000 wydana została ich druga płyta Comme on a dit, która sprzedała się w 700 tys. kopiach. 
W 2001 członkowie grupy postanowili się rozstać, tworząc dwa nowe projekty muzyczne Tarmac i Ali Dragon. W 2003 muzycy spotkali się ponownie i nagrali trzecią płytę A Plus Tard Crocodile, która trafiła na rynek w 2005.

## Skład grupy
- Gaëtan Roussel - gitara, śpiew
- Robin Feix - gitara basowa
- Alexandre Margraff - perkusja
- Arnaud Samuel - skrzypce

## Dyskografia
- 1997 - Louise Attaque
- 2000 - Comme on a dit
- 2005 - A Plus Tard Crocodile